# Doraemon: Nobita thám hiểm vùng đất mới (phim 2014)
Doraemon: Tân Nobita thám hiểm vùng đất mới - Peko và 5 nhà thám hiểm hay còn được biết với tên tiếng Việt chính thức là Doraemon: Phiên bản mới • Nobita thám hiểm vùng đất mới - Peko và 5 nhà thám hiểm (ドラえもん 新・のび太の大魔境〜ペコと5人の探検隊〜 Doraemon: Shin Nobita no Daimakyo ~Peko to go-nin no Tankentai~, "Doraemon: Tân - Nobita trong Đại Ma Cảnh ~ Peko và 5 người trong Đội thám hiểm ~") - hay còn có tên là Doraemon the Wonder Land - là bộ phim dài thứ 34 trong loạt phim chủ đề Doraemon, kỉ niệm 80 năm ngày sinh của tác giả Fujiko F. Fujio (1933 - 2013). Nó là phiên bản làm lại của bộ phim năm 1982, Nobita thám hiểm vùng đất mới. Được thực hiện bởi đạo diễn Yakuwa Shinnosuke, phim kể chuyến phiêu lưu của nhóm bạn Nobita đến vương quốc Bovanko của loài chó giúp vị hoàng tử Peko lay động trái tim tượng thần cứu giúp dân chúng nơi đây thoát khỏi ách thống trị của Dabranda. Phim được công chiếu vào ngày 8 tháng 3 năm 2014 tại Nhật Bản và sau đó được mua bản quyền công chiếu tại một số quốc gia khác trên thế giới. Tại Việt Nam, phim khởi chiếu tại các rạp từ ngày 4 tháng 7 năm 2014 với hai định dạng: phụ đề và lồng tiếng Việt. Phần lồng tiếng Việt được thực hiện bởi đội ngũ diễn viên lồng tiếng kênh HTV3 (Công ty Cổ phần Truyền thông Trí Việt).. Đây là bộ phim chủ đề thứ ba được công chiếu tại Việt Nam, sau bộ phim Nobita và viện bảo tàng bảo bối và Chú khủng long của Nobita 2006. Ca khúc mở đầu là "Yume wo Kanaete Doraemon" (夢をかなえてドラえもん, dịch nghĩa Có Doraemon, giấc mơ thành hiện thực) do Mao trình bày, ca khúc kết thúc là "Hikari no signal" (光のシグナル, dịch nghĩa Tín hiệu của ánh sáng) do nhóm nhạc Kis-My-Ft2 trình bày và ca khúc lồng trong phim là "Tomodachi" (友達, dịch nghĩa Tình bạn) do Kimura Subaru trình bày.
Một trò chơi điện tử cùng tên được Nintendo 3DS phát hành vào ngày 6 tháng 3 năm 2014.
Vào ngày 7 tháng 1 năm 2018, phim được phát sóng lại trên HTV3 -DreamsTV dưới tựa Nobita thám hiểm vùng đất mới.

## Nội dung
Kuntaku là hoàng tử thứ 108 của vương quốc Bouwanko, vào đêm trước ngày kết hôn với công chúa Supiana cậu đã bị tên gian thần Daburanda gài bẫy gán tội danh đầu độc giết chết vua cha. Trong lúc chiến đấu với tên tay sai Saberu cậu đã bị trượt chân rơi xuống hồ nước và được dòng nước đưa đến nơi ở của nhóm Doraemon. Tình cờ lại gặp Nobita ở bãi đất trống và nghe được nhóm bạn có dự định cho chuyến thám hiểm châu Phi nên cậu quyết định đi theo. Trên đường đi họ đã gặp vô vàn nguy hiểm và khi đến thung lũng tử thần Kuntaku đã thừa nhận cậu chính là hoàng tử xứ Bouwanko. Họ đã cùng nhau chiến đấu với bè lũ tay sai của Daburanda.Với sự giúp đỡ của nhóm Doraemon đến từ tương lai, họ đến lay động trái tim vị thần khổng lồ và pho tượng ấy đã giúp cả nhóm và Kuntaku phá tan bè lũ Daburanda. Đất nước Bouwanko được hòa bình, cả nhóm Doraemon trở về nhà bằng Cánh cửa thần kì của nhóm Doraemon đến từ tương lai và quay trở về quá khứ để ứng nghiệm lời tiên tri của hoàng tộc Kuntaku.

## Những điểm khác biệt so với phiên bản trước
- Món ăn của nhóm bạn Doraemon khi thám hiểm có sự thay đổi khác biệt: Doraemon ăn bánh rán có kem không phải bánh rán ăn không, Nobita thì ăn cơm cà ri gà không phải mì phở, Peko ăn xúc xích thay vì ăn đồ ăn cho chó
- Cánh cửa thần kì của Doraemon bị ông Kaminari cưa đi thay vì bị đốt.
- Trong lúc Kuntaku đang đi trên con đường lúc trời mưa, cậu bị xe taxi vô tình tạt nước ướt sũng và cậu đi trên con đường lớn, bản gốc thì hoàn toàn không phải bị tạt nước và cậu rẽ vào hẻm.
- Supiana phiên bản làm lại có bộ lông màu nâu và khác so với bản cũ
- Quốc vương Bovanko thứ 108 bị Dabranda đầu độc và Kuntaku bị vu khống tội giết cha do rượu độc đựng trong ly mà cậu đã dâng tặng vua cha. Kuntaku bị trượt chân xuống hồ nước khi đấu kiếm với Saberu thay vì bị chôn sống nhưng đẩy xuống hồ như phiên bản cũ. Tình tiết này xảy ra ngay trong đêm trước ngày cậu kết hôn với Supiana.
- Kuntaku hoàn toàn không còn chủ động trong lúc chiến đấu như phiên bản cũ. Cụ thể như Nobita đấu kiếm với Saberu, mảnh đá vụn rơi trúng đầu Dabranda mà cậu chưa kịp ra tay hạ sát.
- Ngoài ra còn có một số tình tiết không xuất hiện trên phiên bản cũ: Kuntaku leo lên nóc đấu trường tập kiếm rồi tự trách mình để vương quốc lâm nguy, đúng lúc đó Nobita đến an ủi; Chipo trở về kinh thành nói cho thần dân biết hoàng tử vẫn còn sống và kể lại sự thật về cái chết của cha Kuntaku nhằm minh oan cho cậu.

## Sản xuất
- Bản gốc: Fujiko F. Fujio
- Kịch bản: Shimizu Higashi
- Thiết kế nhân vật: Koichi Maruyama
- Đạo diễn nghệ thuật: Toshiyuki Shimizu
- Đạo diễn hình ảnh: Takashi Suehiro
- Biên tập: Toshihiko Kojima
- Effect: Itokawa Yukiyoshi
- Đạo diễn ghi âm: Tanaka Akiraki
- Âm nhạc: Kan Sawada
- Giám đốc sản xuất: Sojiro Masuko,Momoko Kawakita, Okura Shunsuke, Mitsuru Saito
- Đạo diễn / Cốt truyện: Yakuwa Shinnosuke
- Sản xuất: Shingo Okano
- Giám sát phim: Yu Horie
- Thiết kế màu sắc: Matsutani Sanae
- Hiệu ứng đặc biệt: Kaori Sato
- Hợp tác phim: Vega Entertainment
- Sản xuất: Hội đồng sản xuất phim Doraemon (Fujiko Pro, Shogakukan, TV Asahi, Shin-Ei Animation, Asatsu DK, Shogakukan Shueisha Productions)

| Nhân vật                 | Diễn viên lồng tiếng | Diễn viên lồng tiếng | Diễn viên lồng tiếng |
| Nhân vật                 | Nhật Bản             | Việt Nam             | Rạp                  |
| ------------------------ | -------------------- | -------------------- | -------------------- |
| Doraemon                 | Mizuta Wasabi        | Thùy Tiên            | Thùy Tiên            |
| Nobita                   | Ohara Megumi         | Anh Tuấn             | Hoàng Khuyết         |
| Shizuka                  | Kakazu Yumi          | Ngọc Châu            | Hoài Thương          |
| Jaian                    | Kimura Subaru        | Tiến Đạt             | Thiện Trung          |
| Benard                   | Kenji Tada           | Tiến Đạt             | Chánh Tín            |
| Ba Chipo                 | Yanagisawa Eiji      | Tiến Đạt             | Tất My Ly            |
| Suneo                    | Seki Tomokazu        | Minh Vũ              | Minh Vũ              |
| Mẹ Nobita                | Mitsuishi Kotono     | Ngọc Quyên           | Thu Hiền             |
| Mẹ Chipo                 | Ohara Sayaka         | Ngọc Quyên           | Kim Ngọc             |
| Peko/Kuntaku             | Kobayashi Yu         | Hoàng Khuyết         | Kim Anh              |
| Công chúa Spiana         | Natsume Miku         | Thanh Hồng           | Linh Phương          |
| Chippo                   | Sakamoto Chika       | Thanh Hồng           | Ngọc Quyên           |
| Dabranda                 | Iizuka Shōzō         | Trần Vũ              | Trí Luân             |
| Tiến sĩ Kos              | Miyazawa Tadashi     | Kiêm Tiến            | Quang Tuyên          |
| Dekisugi                 | Hagino Shihoko       | Kiêm Tiến            | Thanh Lộc            |
| Ông Kaminari             | Hōki Katsuhisa       | Kiêm Tiến            | Hạnh Phúc            |
| Brus                     | Hirose Masashi       | Trí Luân             | Trần Vũ              |
| Ba Nobita                | Matsumoto Yasunori   | Trí Luân             | Chơn Nhơn            |
| Saber                    | Oguri Shun           | Trí Luân             | Tuấn Anh             |
| Bull Terrier             | Yoshi Yamada         | Văn Tài              | Tấn Phong            |
| Người chăm sóc Hoàng tử  | Sugawara Junichi     | Trường Tân           | Bá Nghị              |
| Người chăm sóc công chúa | Sugaya Yayoi         | Thúy Hằng            | Huyền Trang          |

Khách mời
Vào ngày 26 tháng 12 năm 2013 được mời làm khách cho đội cổ vũCOWCOW. Thêm vào đó gày 22 tháng 1 năm 2014, diễn viên lồng tiếng khách mời của bộ phim được công bố: Shun Oguri từng lồng trong bộ phim "Nobita và hòn đảo kỳ diệu" sẽ vào vai Saberu còn Công chúa Supiana sẽ do Sanhisa Natsume đảm nhiệm
Phòng vé
Phim được công chiếu ở 361 cụm rạp trên toàn nước Nhật. Trong hai ngày đầu 8 và 9 tháng 3 năm 2014, phim thu về 63.567.000 Yên từ 535540 lượt vé, đứng vị trí số một trên bảng xếp hạng doanh thu phòng vé. Theo một cuộc khảo sát của PIA trong ngày đầu về mức độ hài lòng khán giả về bộ phim thì phim nhận về 92.0 điểm, đứng vị trí số một. Trong bốn tuần kế tiếp do gặp đối thủ nặng ký là Nữ hoàng băng giá nên phim tuột xuống vị trí số hai trên bảng xếp hạng. Tổng doanh cuối cùng của phim là 3.58 tỉ Yên.
Sự kiện liên quan
Để kỉ niệm 80 năm ngày sinh tác giả Fujiko F. Fujio, hình ảnh Doraemon đã in ấn trên bìa 51 tạp chí của Shogakukan từ ngày 15 tháng 2 đến ngày 7 tháng 4 năm 2014。

## Nhạc nền
| STT | Nhan đề                                                                               | Thời lượng |
| --- | ------------------------------------------------------------------------------------- | ---------- |
| 1.  | "Hikyō o Motomete" (秘境をもとめて)                                                   | 0:44       |
| 2.  | "Peko to No Deai" (ペコとの出会い)                                                    | 0:49       |
| 3.  | "Peko to Nobita" (ペコとのび太)                                                       | 1:04       |
| 4.  | "Dekisugi no Ie e" (出木杉くんの家へ)                                                 | 1:06       |
| 5.  | "Heavy Smoker Forest" (ヘビースモーカーフォーレスト)                                  | 1:01       |
| 6.  | "Iza Bōken e!" (いざ冒険へ!)                                                          | 1:26       |
| 7.  | "Mīnna Wasuremono" (みーんな忘れ物)                                                   | 0:49       |
| 8.  | "Shizukachan no Māchi" (しずかちゃんのマーチ)                                         | 0:51       |
| 9.  | "Kyoshin-zō no Iitsuke ~ Futatabi Bōken e!" (巨神像の言いつけ~ふたたび冒険へ!)        | 1:35       |
| 10. | "Alligator Panic!" (アリゲーターパニック!)                                            | 1:58       |
| 11. | "Lion ni taberareru!" (ライオンに食べられる!)                                         | 1:16       |
| 12. | "Densetsu ~ Bauwanko Ōkoku e no Michi" (伝説~バウワンコ王国への道)                    | 2:18       |
| 13. | "Dabrandā no Shinkō" (ダブランダーの侵攻)                                             | 0:50       |
| 14. | "Supiana no Theme" (スペアナのテーマ)                                                 | 1:39       |
| 15. | "Sabēru no Tsuiseki ~ Ōkoku no Fuan" (サベールの追跡~王国の不安)                      | 1:05       |
| 16. | "Bauwanko Ōkoku no Yūsha-tachi" (バウワンコ王国の勇者たち)                            | 1:49       |
| 17. | "Sabēru no Shūnen" (サベールの執念)                                                   | 1:39       |
| 18. | "Peko to no Yakusoku" (ペコとの約束)                                                  | 1:14       |
| 19. | "Mirai no Kuni kara ~ Yume wo Kanaete Doraemon" (未来の国から~夢をかなえてドラえもん) | 1:34       |
| 20. | "Kyoshin-zō no Fukkatsu" (巨神像の復活)                                               | 2:19       |
| 21. | "Ōkoku ni Heiwa ~ Sayonara Peko" (王国に平和~さよならペコ)                            | 2:24       |